# Karaburun (Albanien)

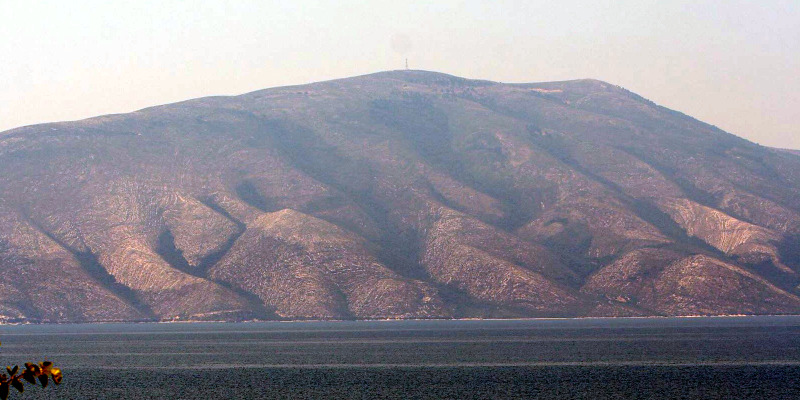
Maja e Flamurit von Osten gesehen

Karaburun (albanisch Gadishulli Karaburun) ist eine Halbinsel im Südwesten Albaniens vor der Stadt Vlora. Sie begrenzt den südlichen Teil der Bucht von Vlora vom Meer und bildet den östlichen Rand der Straße von Otranto, die an ihrer engsten Stelle lediglich 71 Kilometer breit ist. Am Kap Kepi i Gjuhëzës treffen von Norden das Adriatische Meer und von Süden das Ionische Meer aufeinander.

## Geographie

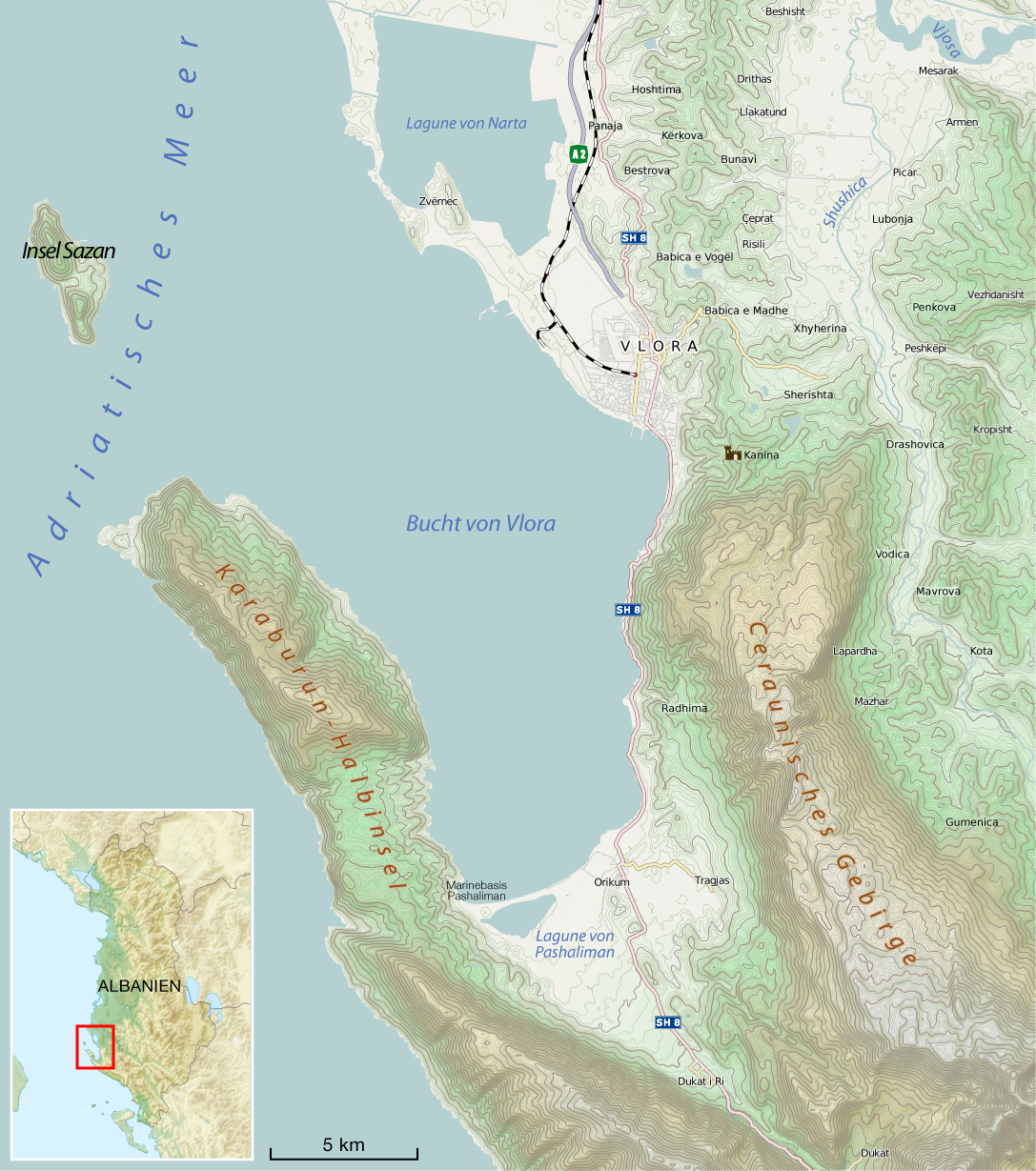
Karte der Bucht von Vlora

Die Karaburun-Halbinsel ist rund 15 Kilometer lang und zwischen drei und viereinhalb Kilometern breit. Die Fläche der nach Nordnordwest verlaufenden Halbinsel beträgt 62 Quadratkilometer. Es dominiert poröser Kalkstein.
Karaburun gehört zum Ceraunischen Gebirge, das steil emporsteigend entlang der südalbanischen Küste verläuft und sich beim Mali i Çikës östlich vom Llogara-Pass in zwei Bergketten teilt. Zusammen mit dem südlich anschließenden Bergzug Rrëza e Kanalit bildet die Karaburun-Halbinsel das Akroceraunische Gebirge, die küstennahe westliche Kette. Die höchsten Erhebungen sind die Maja Çaderës (839 m ü. A.) und die Maja e Flamurit (826 m ü. A.), die eine Doppelspitze bilden. Südlich der Maja e Flamurit fällt das Gelände steil ab zum Ravenaplateau (Mali Ravenës) auf 200 bis 300 Metern Höhe, um auf dessen Südseite wiederum steil zum Gebirgszug der Rrëza e Kanalit, deren Spitzen zwischen 800 und 1500 Meter hoch sind, anzusteigen. Die Rrëza e Kanalit endet beim Llogara-Pass, wo das Akroceraunische auf das Ceraunische trifft.

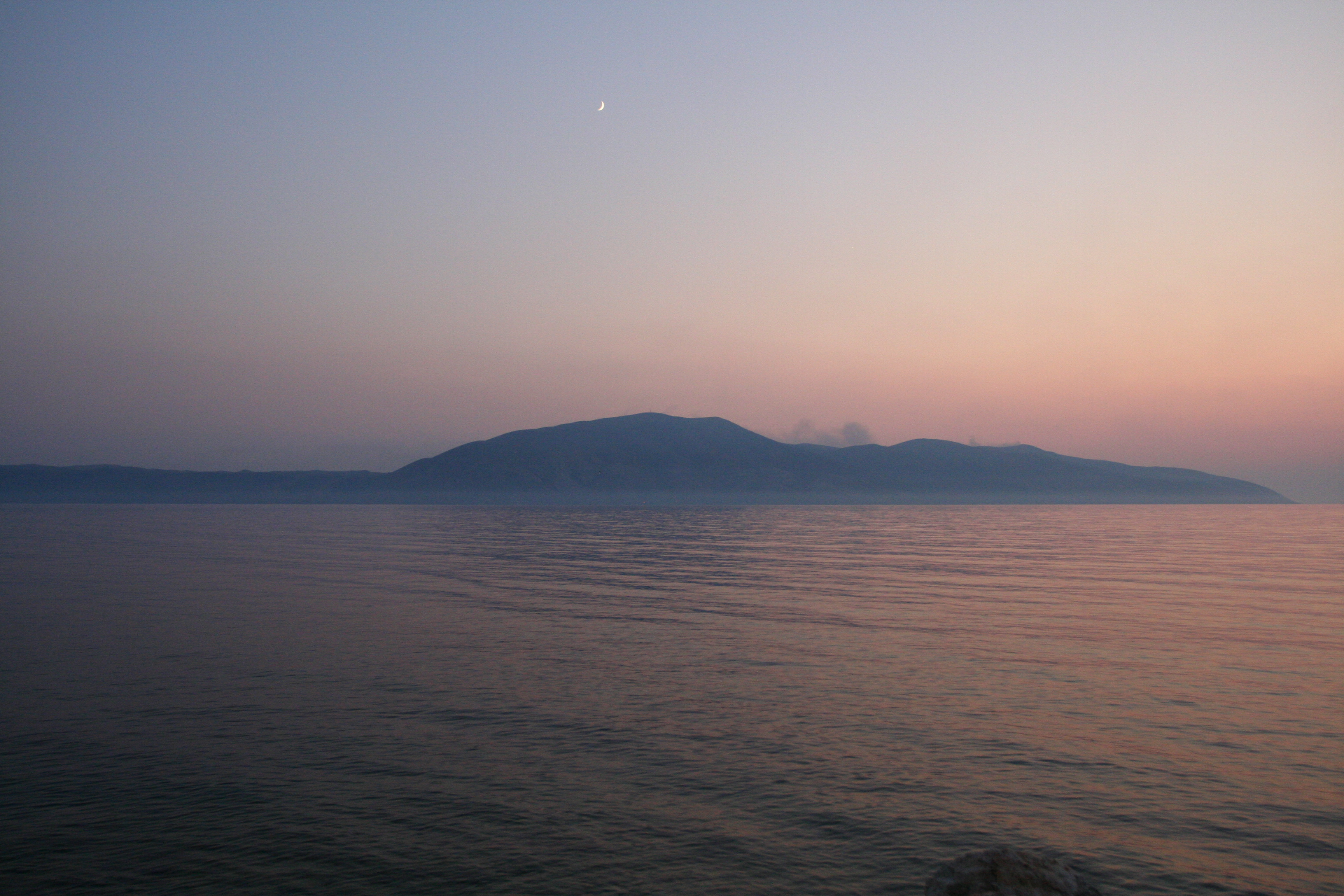
Die Halbinsel von Osten im Abendrot

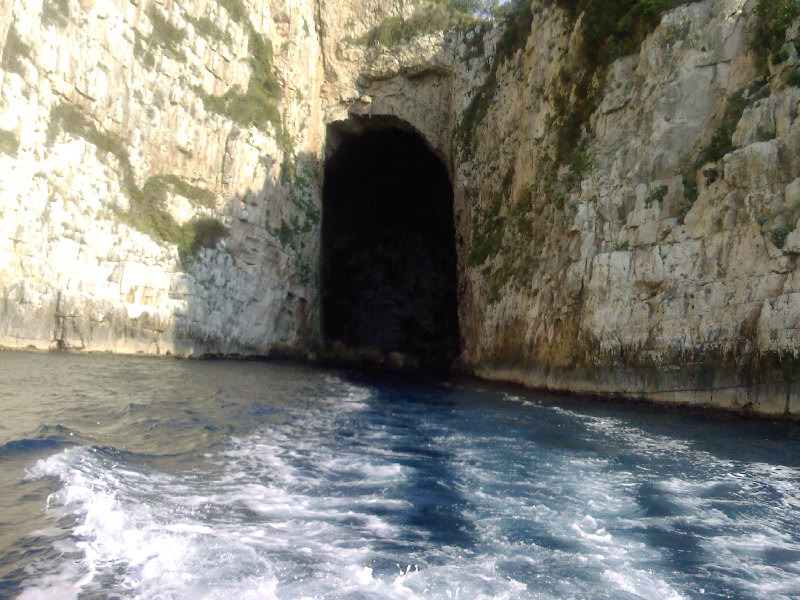
Haxhi-Ali-Höhle

Das Karaburun-Gebirge fällt auf seiner Westseite sehr steil ins Meer. Die Küste der Halbinsel ist vor allem im Westen und Norden sehr felsig und steil. Jeder Geländeeinschnitt am Berghang bildet eine kleine Bucht. Entlang dieser Steilküste gibt es zahlreiche Höhlen. Die bekannteste ist die Haxhi-Ali-Höhle, die größte Meereshöhle Albaniens. Sie ist 30 Meter tief, zehn bis 15 Meter hoch und rund neun Meter breit. Das östliche Ufer ist weniger steil und verfügt über mehrere Buchten mit Stränden. Der nördlichste Punkt ist das Kap Kepi i Gallovecit. Nur etwas mehr als drei Kilometer südwestlich davon befindet sich das Kepi Gjuhëzës, der westlichste Punkt des albanischen Festlands. Lediglich die kleine Insel Sazan reicht noch weiter nach Westen. Sie liegt jenseits des sogenannten Mezokanals rund fünf Kilometer nördlich von Karaburun im Ausgang der Bucht von Vlora.
Weil es auf Karaburun nur sehr wenig Wasser gibt, ist die Halbinsel unbewohnt. Sie wird jedoch – wie die Insel Sazan – von der albanischen Armee militärisch genutzt. Der einzige Zugang zur Halbinsel führt durch die Marinebasis Pashaliman am Südende der Bucht von Vlora bei Orikum. Von dort führt ein einfacher Fahrweg der Ostküste entlang bis zum Kepi Gjuhëzës.

## Fauna und Flora
Die Küste vor der Halbinsel im Norden, Westen und Süden ist bis zu einer Seemeile Teil des 2010 gegründeten Marinen Nationalparks Karaburun-Sazan.
Aufgrund der Abgeschiedenheit und der militärischen Nutzung ist die Natur noch weitgehend unberührt. Fauna und Flora in diesem Gebiet sind reichhaltig und vielfältig. Ein Gebiet von 20.000 Hektar, das sich vom Nordende der Karaburun-Halbinsel bis nach Llogara erstreckt, ist als Naturreservat geschützt. Es gibt Pläne den Llogara-Nationalpark um dieses Naturreservat zu erweitern.
Die Flora des Akroceraunischen Gebirges ist vor allem von Macchie und Wäldern geprägt, die sich vor allem entlang von Wasserläufen finden und in deren Hangeinschnitten sich oft vom Ufer bis zur Bergspitze hochziehen.
10 Amphibien-Arten, 28 Reptilien-Arten, 105 Vogel-Arten und 42 Säugetier-Arten haben das Gebiet als Lebensraum. Abgesehen von den Vögeln sind dies jeweils mehr als die Hälfte der in Albanien vorkommenden Arten. Zu den Säugetieren zählen Raubtiere, Fledermäuse und Meeressäuger wie die stark gefährdete Mittelmeer-Mönchsrobbe, von denen Wissenschaftler 1999 Spuren an der westlichen Küste nachweisen konnten. Im Sommer 2004 berichteten bei Befragungen zwei Fischer, Mittelmeer-Mönchsrobben in den Gewässern vor Karaburun und in der Bucht von Saranda gesehen zu haben. Vermutlich gehören die Tiere zu Populationen in Nordgriechenland, die gelegentlich in albanische Gewässer ziehen.

## Windpark
Im Juni 2009 hat die albanische Regierung trotz Protesten von Umweltschützern die Errichtung eines Windparks auf der Karaburun-Halbinsel genehmigt. Die von einer italienischen Firma projektierte Anlage könnte Europas größter Onshore-Windpark werden und soll eine Leistung von rund 500 Megawatt haben. Das Projekt basiert auf einem Anfang Dezember 2008 in Anwesenheit der Ministerpräsidenten Sali Berisha und Silvio Berlusconi unterzeichnetem Abkommen. Albanische Medien werfen der Regierung vor, dass das Projekt nicht gesetzeskonform sei.

## Geschichte
Der Name Karaburun leitet sich vom türkischen Schwarzes Kap ab. Ceraunisches Gebirge bedeutet Gebirge der Blitze.
An Felsen in der Gramata-Bucht an der südlichen Westküste der Halbinsel finden sich antike Inschriften und Zeichnungen von Seefahrern. Die ältesten stammen aus dem 4. Jahrhundert v. Chr. In lateinischen Inschriften aus dem 1. Jahrhundert finden sich Mark Anton und Pompejus erwähnt.

## Bilder

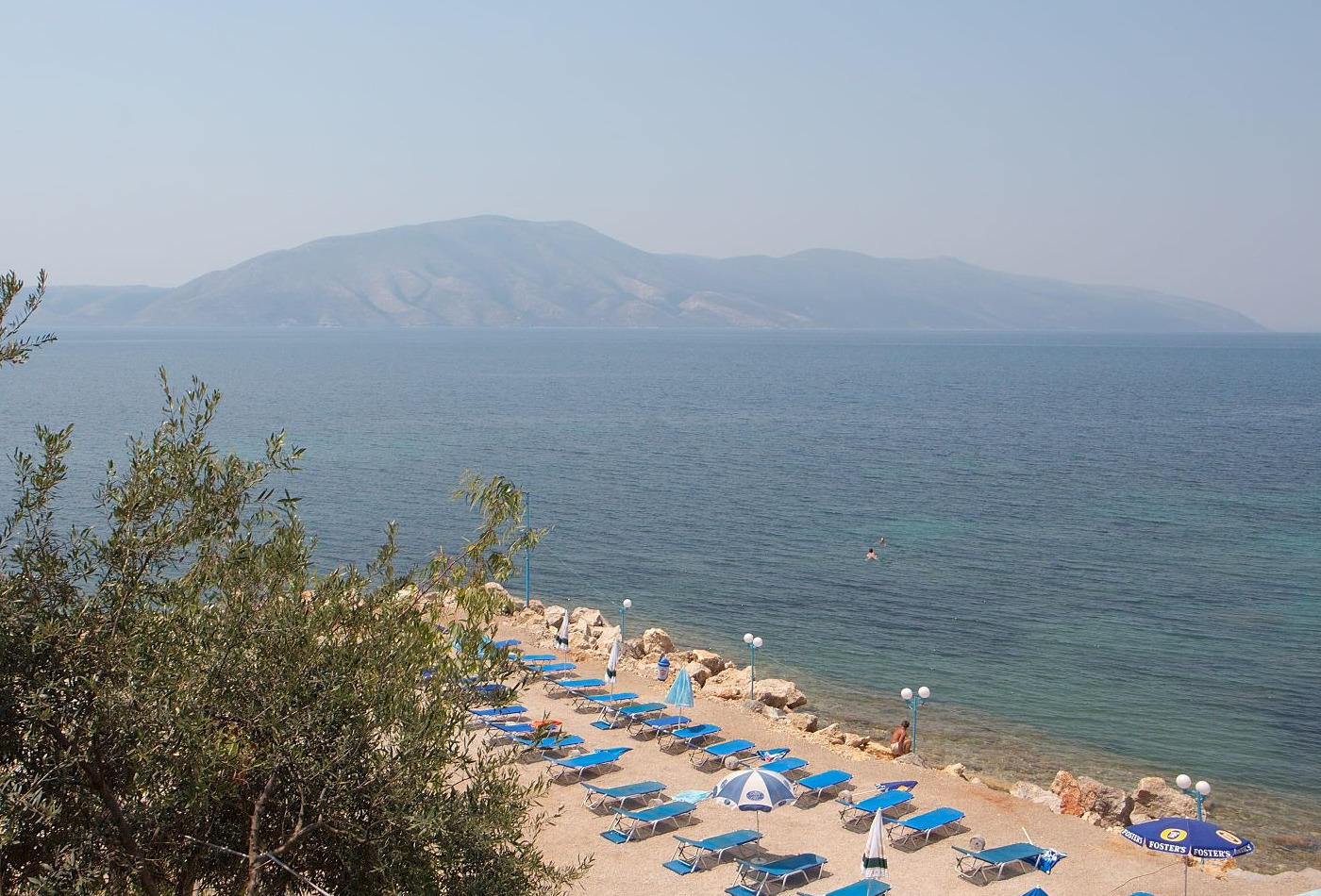
Halbinsel von Osten
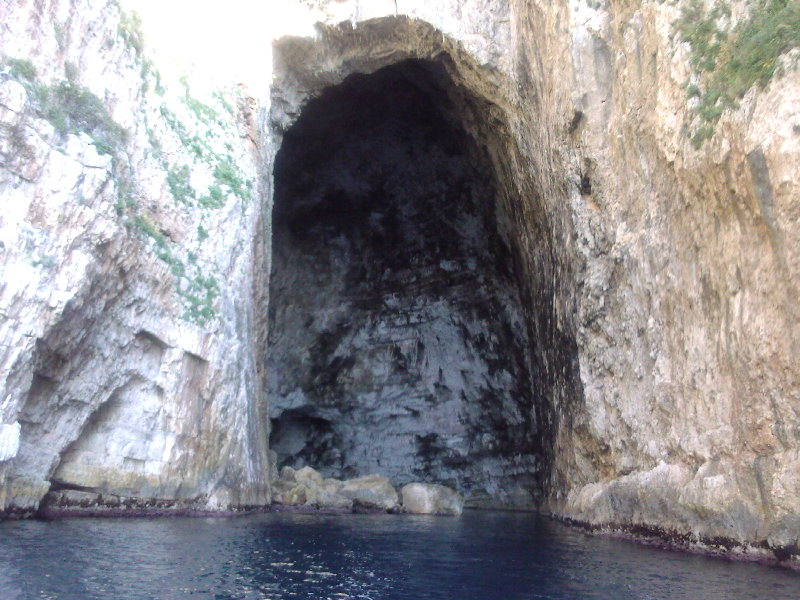
Eingang der Haxhi-Ali-Höhle
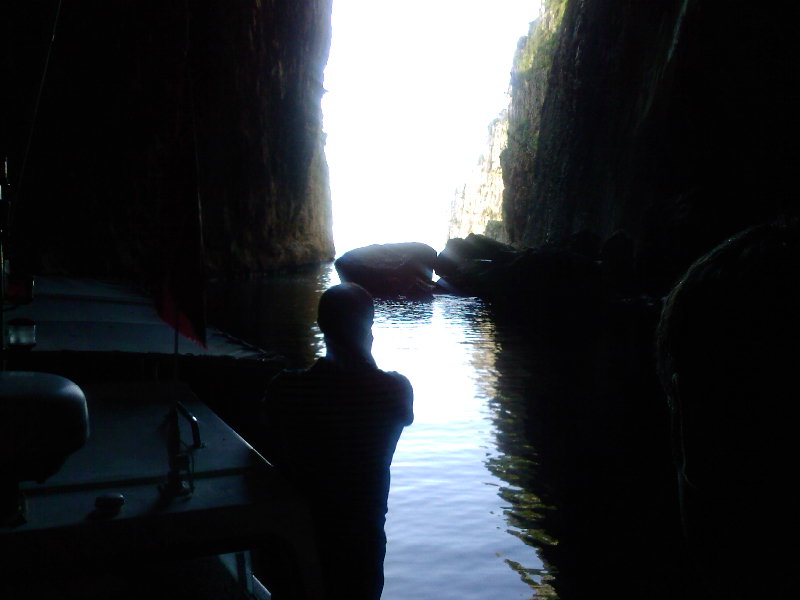
Inneres der Haxhi-Ali-Höhle